# Todirostre à ventre perle
Ne doit pas être confondu avec Todirostre à ventre blanc.
Hemitriccus margaritaceiventer
Espèce
Statut de conservation UICN

 LC  : Préoccupation mineure
Le Todirostre à ventre perle (Hemitriccus margaritaceiventer) est une espèce de passereau de la famille des Tyrannidae.

## Répartition et sous-espèces
Selon la classification de référence du Congrès ornithologique international (15.1, 2025) il se répartit en neuf sous-espèces (ordre phylogénique) :
- H. m. impiger (Sclater & Salvin, 1868) — nord-est de la Colombie et du nord du Venezuela, île Margarita calotte et plumage dorsal marron ;
- H. m. septentrionalis (Chapman, 1914) — amont du río Magdalena ;
- H. m. chiribiquetensis Stiles, 1995 — serranía de Chiribiquete (Colombie) ;
- H. m. duidae (Chapman, 1929) — cerro Duida plumage dorsal noir, poitrine jaunâtre ;
- H. m. auyantepui (Gilliard, 1941) — tepuys orientaux ;
- H. m. breweri (Phelps Jr, 1977) — cerro Jaua plumage dorsal noir ;
- H. m. rufipes (Tschudi, 1844) — aire dissoute du centre du Pérou (à l'est des Andes) au nord-ouest de la Bolivie ;
- H. m. margaritaceiventer (d'Orbigny & Lafresnaye, 1837) — de l'est de la Bolivie au nord de l'Argentine, est du Paraguay et sud-ouest du Brésil ;
- H. m. wuchereri (Sclater & Salvin, 1873) — est du Brésil plumage dorsal marron[2].